# Tsaranemura andohahelica
Tsaranemura andohahelica is een steenvlieg uit de familie Notonemouridae. De wetenschappelijke naam van de soort is voor het eerst geldig gepubliceerd in 1955 door Paulian.